# Lenda das Sete Caldeiras

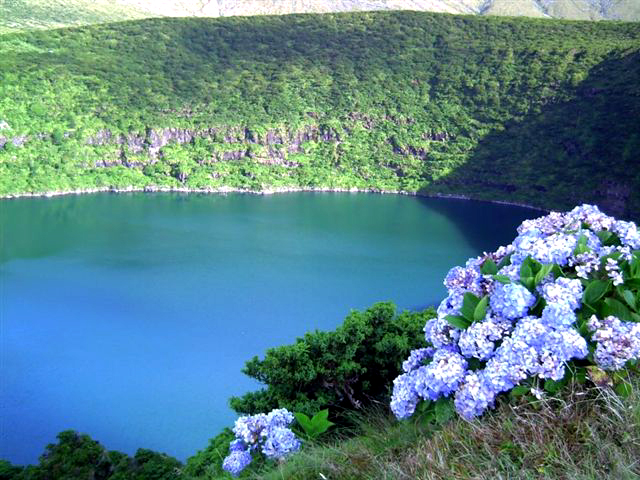
Lagoa Funda.

A Lenda das Sete Caldeiras é uma tradição oral da ilha das Flores, nos Açores. Justifica a origem das caldeiras vulcânicas na ilha.

## Lenda
Há muitos e muitos anos, um agricultor vivia nas Flores com um filho chamado João. Todos os dias, este tinha de ir buscar água para a casa de seu pai, uma vez que próximo da mesma não existia qualquer nascente. João passava a vida a brincar e a sonhar. Todas as pessoas que o conheciam diziam que ele era de coração simples, puro e bom, e que um dia iria realizar grandes feitos.
Um dia João ia carregado duas bilhas de água que tinha ido buscar a uma nascente longe de sua casa e, pelo caminho, encontrou uma poça de água das chuvas, onde parou para descansar e brincar um pouco. Falando consigo mesmo, disse em voz alta: "Dizem as pessoas que noutros locais há lindas lagoas e caldeiras, na minha ilha não há, mas não faz mal, eu vou fazê-las".
Esquecendo-se do trabalho que já tinha tido ao ir buscar água tão longe de casa, pegou numa das bilhas de barro e despejou-a no chão. Para seu espanto, com a mesma facilidade com que derramara a água e sonhara em construir lagoas, viu crescer aos seus pés um grande lago que se alojou no fundo de uma caldeira.
Felicíssimo com o acontecimento, João pulou de alegria e pensou: "Daqui para a frente, sempre que encontrar poças de água vou fazer o mesmo!" Dito e feito, encontrou logo outra poça de água à sua esquerda, poucos metros à frente. Não perdendo tempo, e com confiança no que fazia, vazou a outra bilha de água e ficou a ver a água a espraiar-se e dar origem a outra lagoa, desta vez muito funda.
Cheio de contentamento e esquecendo-se do trabalho que lhe dava ir buscar água, voltou à nascente para ir buscar mais. Mal regressava com as bilhas cheias começou novamente a sonhar, e encaminhado pelos seus sonhos de criança foi deambulando pela ilha, encontrando pelo caminho sete poças onde despejou as suas bilhas, e dando assim origem às sete lagoas da ilha das Flores.
Reza a lenda que foi assim se formaram a Lagoa Funda das Lajes e várias outras menos fundas, como a Caldeira Rasa, cujas margens são muito lodosas e tidas como perigosas. Das brincadeiras do João nasceram ainda a Lagoa Branca, a Lagoa Seca (Santa Cruz das Flores), a Lagoa Comprida, a Lagoa Funda e a Lagoa da Lomba. Todas lagoas diferentes, cheias de águas límpidas e puras como os pensamentos do João que as criou.